# Itoplectis gonzalezi
Itoplectis gonzalezi là một loài tò vò trong họ Ichneumonidae.